# Новый Любар
Но́вый Лю́бар (укр. Новий Любар) — село на Украине, находится в Любарском районе Житомирской области.
Код КОАТУУ — 1823187303. Население по переписи 2001 года составляет 948 человек. Почтовый индекс — 13105. Телефонный код — 4147. Занимает площадь 16,802 км².

## Адрес местного совета
13106, Житомирская область, Любарский р-н, с. Юровка, ул. Гв. Кантемировцев